# Sigismondo Boldoni
Pour les articles homonymes, voir Boldoni.
Sigismondo Boldoni, né le 5 juillet 1597 à Bellano, mort le 3 juillet 1630 à Pavie, est un écrivain, philosophe et médecin italien.

## Biographie
Sigismondo Boldoni naquit, le 5 juillet 1597, à Milan. Il était frère d'Ottavio et de Giovanni Nicolò Boldoni. Il commença ses premières études à Milan, et alla les terminer Padoue, où il fut reçu docteur, et se fit connaître par son savoir dans les langues grecque et latine, et par ses talents oratoires. Il passa ensuite à Urbino, et de là à Rome, où il fut reçu de l'Académie des Humoristes. De retour dans sa patrie, en 1623, il y fut agrégé au collège de médecine, et nommé, à vingt-cinq ans, professeur de philosophie à l'Université de Pavie. Il allait passer à Padoue, pour y succéder à Cesare Cremonini, lorsqu'il mourut de peste le 3 juillet 1630. Boldoni fut un des savants que Caspar Schoppe, consulté par Urbain VIII, indiqua à ce souverain pontife comme les plus dignes d'obtenir des honneurs et des récompenses.

## Œuvres

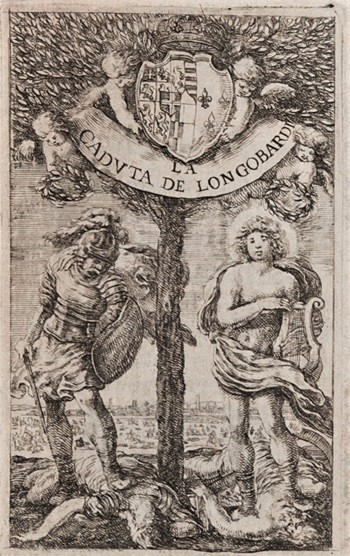
Frontispice de l'édition de 1656 du poème de Boldoni La caduta de' Longobardi

Sigismondo Boldoni a laissé les ouvrages suivants : 
1. Apotheosis in morte Philippi III regis Hispaniarum, poema, Pavie et Anvers, 1621, in-4°.;
2. La caduta de' Longobardi, Milan, per Lodouico Monza, 1656 (lire en ligne). Ce poème fut corrigé et publié après sa mort par son frère J. Nicolas Boldoni, barnabite, de qui l'on a aussi quelques poésies, tant sacrées que profanes.
3. Epistolarum tomi II, Milan, 1631 et 1651, in-8°. Ce fut ce même frère qui les fit imprimer. Boldoni a écrit de nombreuses lettres à des amis en septembre 1629 décrivant la peur des habitants de l'invasion de la Lombardie par les lansquenets, puis la dévastation provoquée par les armées de passage. Les commentateurs conviennent que Manzoni s'est largement inspiré de ces lettres pour décrire l'invasion au chapitre XXVIII des Fiancés, sans toutefois en identifier la source.
4. Larius, Padoue, 1617 , in-8° ; Lucques, 1660 , in-12°. Ce livre contient une charmante description du lac de Côme.
5. Orationes academicae XXIII, Lucques, 1660, in-12°, jointes à la seconde édition de l'ouvrage précédent.